# Абіла
32°40′59″ пн. ш. 35°52′12″ сх. д. / 32.68305556° пн. ш. 35.87° сх. д.
Абіла — античне місто у Зайорданні, за вісім десятків кілометрів на північ від столиці Йорданії Амману.

## Історія міста

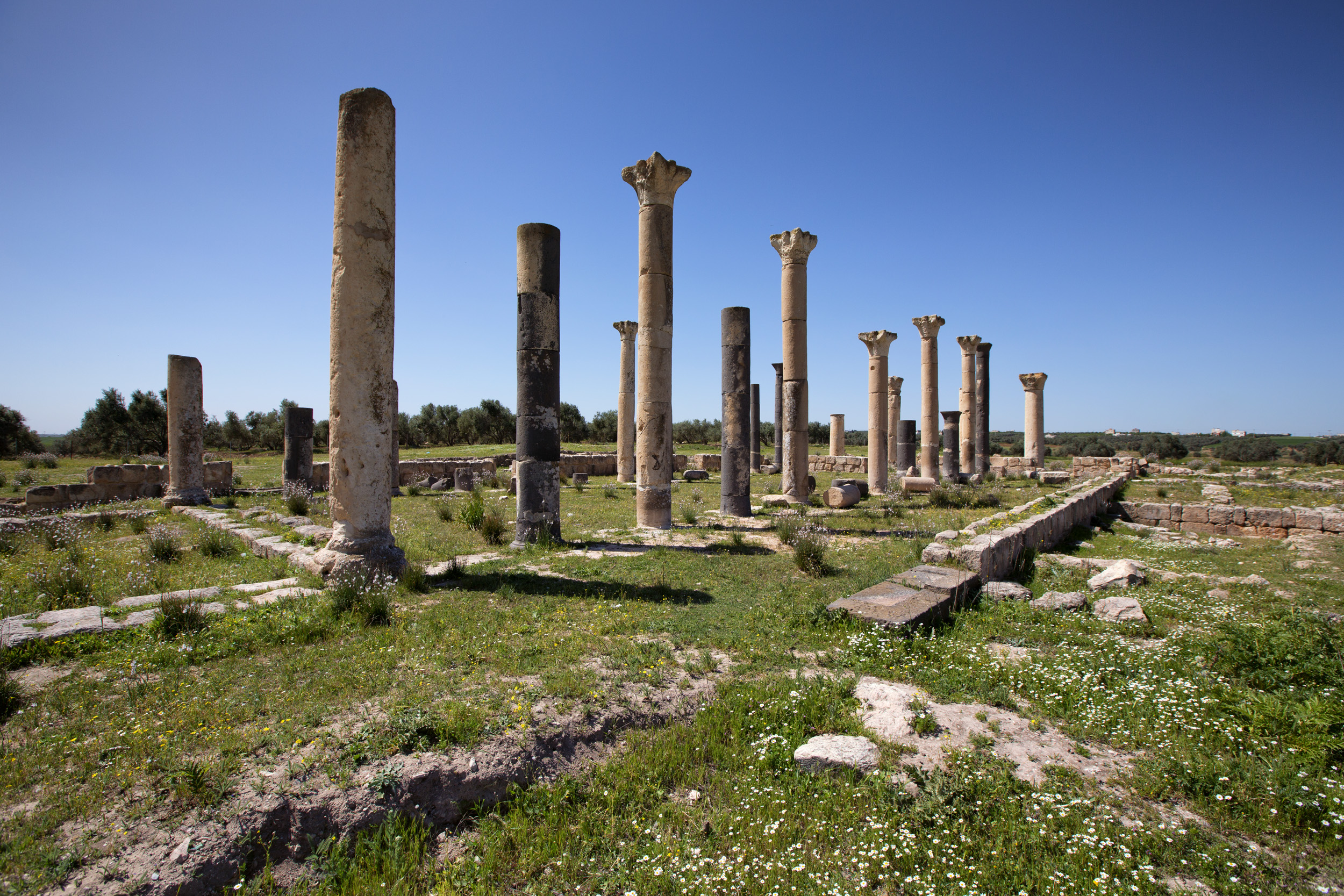
Залишки християнської базиліки у Абілі

Після поділу імперії Александра Македонського між його полководцями Зайордання опинилось у складі держави єгипетських Птолемеїв, котрі в подальшому були змушені відстоювати свої права на нього та інші навколішні володіння від сирійських царів із династії Селевкидів. Саме з подіями цієї боротьби, котра отримала назву Сирійських війн, пов’язані згадки про Абілу у творі грецького історика Полібія (водночас варто відзначити, що, ймовірно, вперше про поселення йдеться ще у давноєгипетських текстах, де використовується назва «labilima»).  
Отже, у 218 році до н.е. під час 4-ї Сирійської війни війська Селевкіда Антіоха III після оволодіння цілим рядом важливих пунктів на захід від Йордану перейшли цю річку та взяли під контроль Пелу. За цим вони рушили далі на північний схід і захопили Абілу, причому, як підкреслює Полібій, разом із нещодавно спрямованою сюди залогою. Втім, наступного року після поразки у битві при Рафії сирійський цар втратив свої завоювання.
У 201 році до н.е. під час 5-ї Сирійської війни Антіох III оволодів майже всією Палестиною (включаючи Абілу) і був зупинений лише впертим спротивом мешканців Гази. Наступного ж року під час контрнаступу полководець Птолемеїв Скопас спершу повернув контроль над втраченим, проте зазнав вирішальної поразки у битві при Паніоні. Після цього війська Селевкідів у черговий раз окупували Абілу, котра більше вже не поверталась під владу Птолемеїв.
Перебуваючи під владою сирійських царів, Абіла долучилась до процесу еллінізації, про що свідчить отримане нею «династичне» ім'я Селевкія. Також характерно, що місто мало право асилії (надання прихистку), а це є властивим для колоній, заснованих Селевкідами.

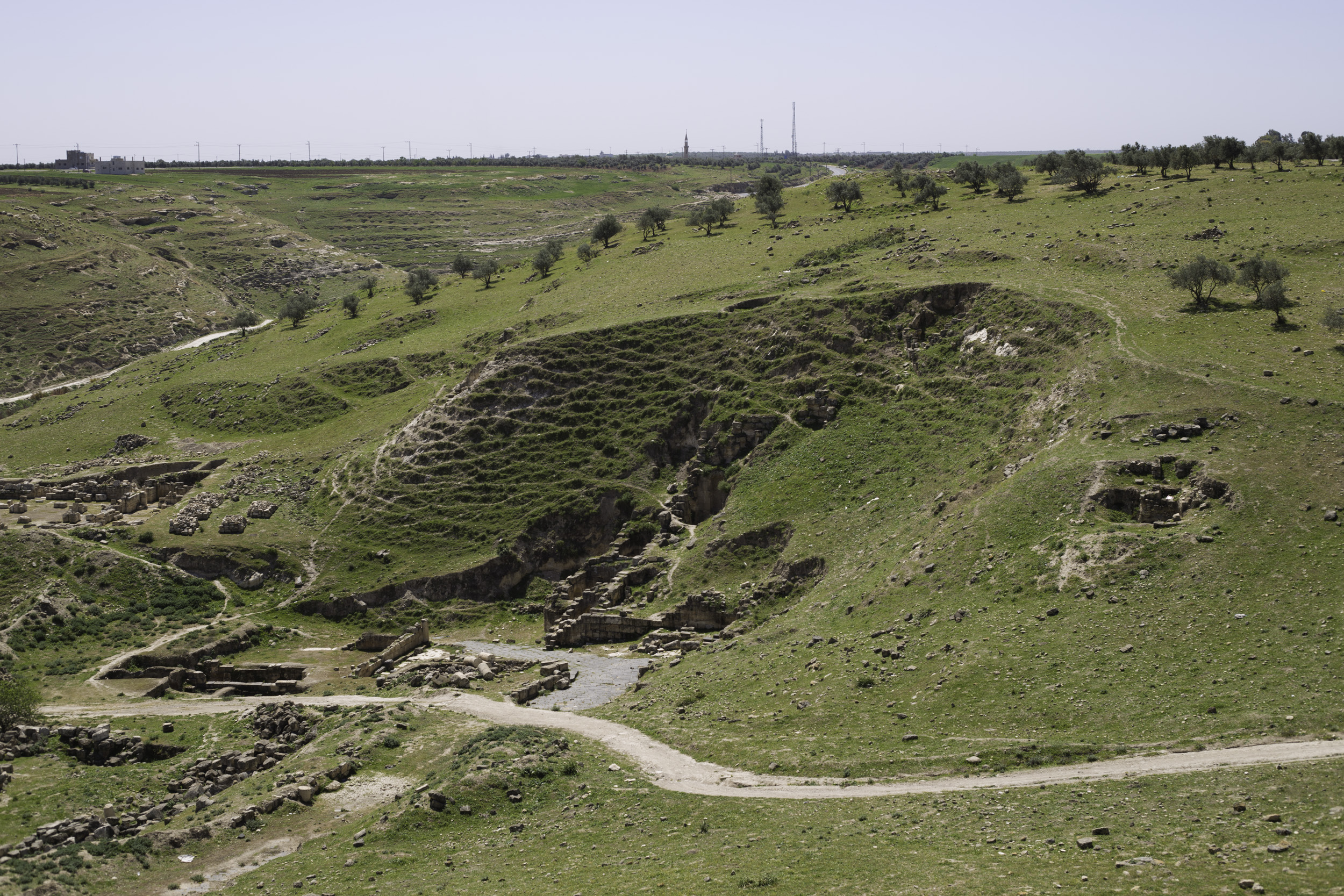
Розкопки Абіли

Всього за десяток років після перемоги над Птолемеями новий володар Абіли Антіох зазнав нищівної поразки від римлян, що знаменувало початок занепаду Сирійського царства. У середині того ж 2 ст. до н. е. ця держава заслабла достатньо, щоб з-під її контролю звільнилась Юдея, котра вирізнялась серед оточуючих язичницьких народів своєю релігійною концепцією єдинобожжя. Її правителі з династії Хасмонеїв повели активну боротьбу з насадженими у Палестині елліністичними містами, перейшовши у першій чверті 1 століття до н.е. на східний берег Йордану. Тут Александр Яннай поступово оволодів Пелою, Гадарою, Гіппосом, Діоном, а також, можливо, Герасою (знаходяться на південний захід, захід, північний захід, північний схід та південь від Абіли відповідно). Інформацію про ці події залишив нам Йосип Флавій в «Юдейських старожитностях» та «Юдейській війні», хоча при цьому він жодного разу не згадує Абілу. Втім, як видно з переліку завоювань юдейського правителя, Абіла щонайменше опинилась на передньому краї боротьби.
В 64/63 році до Зайордання прибув римський полководець Помпей, котрий включив тутешні елліністичні міста до складу нової римської провінії Сирія (відібравши її у вірменського царя Тиграна II, Помпей вирішив не відновлювати царства Селевкідів). Невдовзі після цього, у 57 році до н.е., в Палестині діяв римський проконсул Авл Габіній. Із написів на монетах Скіфополіса відомо, що це місто почало іменувати себе Габінією. Таке ж припущення (основане на ймовірній розшифровці скорочення на монеті) існує і у відношенні Абіли та Марісси (останнє місто розташовувалось на південний захід від Єрусалиму). В той же час, Йосип Флавій повідомляє, що Габіній відбудував багато міст, зокрема Скіфополіс та Маріссу. Сукупність цих даних дозволяє припустити, що Абіла отримала певні блага від Габінія, проте що саме це було – відновлення повоєнних руйнувань чи щось інше – встановити неможливо.
Майже до самого кінця 2 століття місто відносилось провінції Сирія, котра зі 135 року також включала Юдею. У 194-му була Сирія була розділена імператором Септимієм Севером на три частини, південна з яких отримала назву Сирія-Палестина. Саме до останньої (основу якої склала колишня Юдея) тепер належала і Абіла. В свою чергу, у 290-х роках імператор Діоклетіан розділив Сирію-Палестину на кілька нових провінцій, внаслідок чого місто опинилось у Палестині Другій (столиця – Скіфополіс).

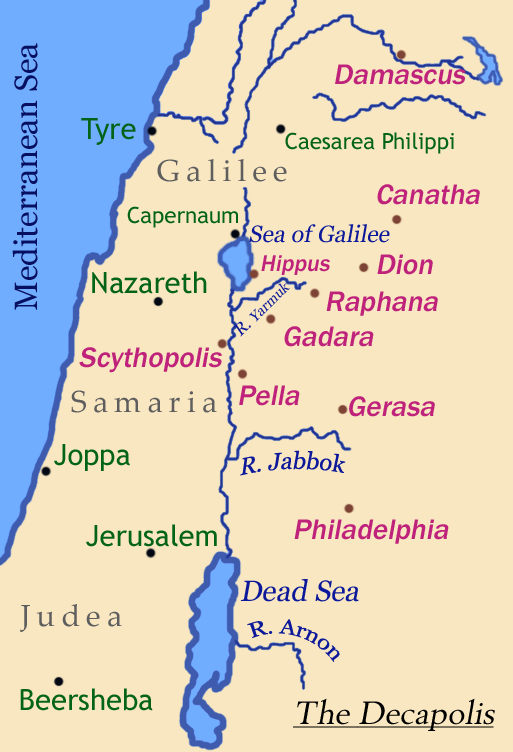
Карта Десятимістя. Розташування Рафани відповідає її ідентифікації з Абілою

Разом з усім Зайорданням Абіла процвітала у 2-му – на початку 3-го століть та карбувала свою монету від часів правління Марка Аврелія (правив 161-180) до Елагабала (218-222). На одному їх боці зображували імператорів або членів їх сім'ї, тоді як на іншому найчастіше з'являється традиційна богиня-покровительниця Тіхе та бог Геркулес. Також на монеті місто зазначало такі свої титули як autonomos («автономна», «та, що керується власними законами»), asylos («та, що знаходиться під божественним захистом») та hieros («священна»).
Подальший занепад імперії вплинув на весь регіон, проте Абіла залишалась суттєвим центром і у ранньовізантіські часи. У місті діяли кілька християнських храмів (археологічні розкопки виявили залишки семи базилік), а саме воно мало статус єписькопського – зберіглись згадки у різному контексті трьох єпископів Абіли, котрі відносяться до 6 століття.
Після арабського завоювання Абіла навіть опинилась в числі міст, які карбували монети у ранній омеядський період. При цьому вони відносились до так званого арабо-візантійського типу та містили зображення візантійського імператора Юстина II та його дружини Софії.

## Абіла та Декаполіс
Помпей організував південну частину провінції Сирія у вигляді об'єднання десяти міст (Декаполісу). Перший список його учасників (та єдиний, який містить саме десять найменувань) навів у своїй праці Пліній Старший, при цьому він не загадує Абілу. Географ 2 століття н.е. Клавдій Птолемей називає її серед міст «Декаполісу Келесирії», проте його список містить 19 населених пінктів та є швидше географічним баченням терміну «Декаполіс» (варто відзначити, що при цьому Птолемей зазначає наявність ще однієї Абіли, відносно якої додатково повідомляє про її зв’язок із ітурейським правителем Лісанієм – це місто розміщують у долині Ваді-Барада на північний захід від Дамаску).
Що стосується епіграфічних матеріалів, то відомий напис з Пальміри, де Абіла називається містом Декаполісу. Нарешті, найпотужнішим підтвердженням її входження до зазначеного об'єднання є ера, відображена на карбованих Абілою монетах – так звана помпейська, запроваджена на честь звільнення цим римським полководцем елліністичних міст від юдейської загрози. Всі інші відомі випадки використання помпейської ери відносяться саме до міст Декаполісу, згаданих у базовому списку Плінія. Останній також містить загдку про Рафану, котра більше не згадується у жодному джерелі та наразі не ідентифікована на місцевості. Як наслідок, поширеною є думка щодо ідентичності Рафани та Абіли. 